# Susan Whitfield-Gabrieli
Susan Whitfield-Gabrieli ist eine US-amerikanische Psychologin und Neurowissenschaftlerin.
Sie ist seit 2018 Professorin an der Northeastern University sowie Forscherin am  Department of Psychiatry des Massachusetts General Hospital.
Whitfield-Gabrieli studierte an der University of California, Berkeley, wo sie 1993 zum ABD und 2017 in Psychologie/Neurowissenschaften zum PhD promoviert wurde. Sie war Anfang der 2000er Jahre Postdoc an der Stanford University, bevor sie 2005 an das MIT wechselte.
Forschungsgebiete sind neurowissenschaftliche Grundlagen von psychiatrischen Erkrankungen sowie Entwicklungsstörungen.
Sie ist mit dem Neurowissenschaftler John Gabrieli verheiratet.
Laut google scholar hat sie (Stand 2025) einen h-index von 86.